# Tonto Basin, Arizona
Tonto Basin je naseljeno područje za statističke svrhe u američkoj saveznoj državi Arizona. Prema popisu stanovništva iz 2010. u njemu je živjelo 1,424 stanovnika.